# Evert Jan Thomassen à Thuessink van der Hoop van Slochteren
Evert Jan Thomassen à Thuessink van der Hoop van Slochteren, heer van Slochteren, Kolham, Foxham en Half Schildwolde (Slochteren, 4 februari 1875 - aldaar, 27 april 1952) was een Nederlands burgemeester. Hij was lid van de CHU.

## Leven en werk
Van der Hoop, lid van de familie Van der Hoop, werd geboren op de Fraeylemaborg. Zijn vader, Tweede Kamerlid Abraham Johan Thomassen à Thuessink van der Hoop, had de borg met de heerlijkheid Slochteren geërfd in 1867 en voegde "Van Slochteren" toe aan de geslachtsnaam Thomassen à Thuessink van der Hoop. Na de dood van Abraham in 1882 erfde zoon Evert Jan de Fraeylemaborg en de heerlijkheden.
Hij studeerde vanaf 1895 rechten aan de Rijksuniversiteit Groningen, waar hij in 1904 op stellingen promoveerde. Vervolgens werd hij advocaat en procureur in Groningen. Hij was korte tijd lid van de gemeenteraad in Groningen. In 1907 werd hij gekozen tot lid van Provinciale Staten van Groningen voor de ARP. Later werd hij lid van de CHU. In 1911 promoveerde hij voor de tweede maal, nu aan de Vrije Universiteit Amsterdam, op het proefschrift De orde van erfopvolging tot den troon in Nederland. Van 1911 tot 1917 was hij lid van de gemeenteraad van Slochteren. In 1917 werd hij benoemd tot burgemeester van Sappemeer en in 1925 tot burgemeester van Slochteren.
In 1908 trouwde Van der Hoop met Catharina Cornelia Star Numan (1879-1965), telg uit het geslacht Numan. Na hun huwelijksreis naar Nederlands-Indië vestigde het paar zich op de Fraeylemaborg. Als burgemeester van Sappemeer bewoonde hij van 1917 tot 1925 de borg Welgelegen, eigendom van de familie van zijn echtgenote. Toen hij vervolgens burgemeester werd van Slochteren (1925-1940), keerde het echtpaar terug naar de Fraeylemaborg. Zijn vrouw erfde Welgelegen in 1936 van haar broer, maar ze bleven in Slochteren wonen. Na hun overlijden werden de beide borgen door hun dochters, onder wie Louise Thomassen à Thuessink van der Hoop van Slochteren, verkocht.
Als burgemeester van Slochteren opende hij in 1929 de Woldjerspoorweg van Slochteren naar de stad Groningen, waarvoor ook zijn voorganger Harm Broekema zich had ingespannen. Kort na zijn pensionering als burgemeester werd de lijn alweer gesloten. Tijdens zijn burgemeesterschap werden de tot de gemeente Slochteren behorende plaatsen aangesloten op het provinciale waterleidingnetwerk. Hij was president-curator van het Willem Lodewijk Gymnasium in Groningen en lid van het college van toezicht op het beheer van de kerkelijke goederen in de provincie Groningen. Hij was ridder in de Orde van Oranje-Nassau.